# Trianon-kislexikon
A Trianon-kislexikon Molnár Zsolt gimnáziumi történelemtanár által készített tematikus lexikon, amely közel 1000 címszavával segít eligazodni az 1920-as trianoni békediktátumhoz vezető események és az annak hatására kialakult jelenségek útvesztőjében. A kötet nemcsak általános és középiskolai tanulóknak és tanáraiknak ad támpontot a témához kapcsolódó tanórák során, hanem a trianoni döntés körülményeit, máig ható következményeit megérteni akaró érdeklődők számára is tárgyilagos ismertetést nyújt a történelmi eseménysorral kapcsolatos fogalmak, földrajzi nevek és személynevek magyarázataival.
A kiadó, a Magyar Nyelv és Kultúra Nemzetközi Társasága a kötet 2020-ban megjelent első kiadásával csatlakozott a nemzeti összetartozás évének programjához. A második kiadás (Trianon-kislexikon diákoknak) 2021-ben készült el, amelyet a Kárpát-medence magyar tanítási nyelvű iskoláinak juttattak el.